# Ernst Pringsheim
Ernst Pringsheim młodszy (Ernst Georg Pringsheim jun., Ernst Georg Pringsheim, ur. 26 października 1881 we Wrocławiu, zm. 26 grudnia 1970 w Hanowerze) – niemiecki przyrodnik, fizjolog roślin i protistolog. Syn Hugona Pringsheima (zm. 1915 w Opolu) i Hedwigi Johanny Heymann (1856-1938).
Wykładał biochemię i botanikę na uniwersytetach w Berlinie, Pradze i Cambridge.